# Alif Hamdan
Alif Hamdan (ur. 3 stycznia 1991 roku) – malezyjski kierowca wyścigowy.

## Kariera
Hamdan rozpoczął karierę w wyścigach samochodowych w 2013 roku od startów w AsiaCup Series. Z dorobkiem siedemnastu punktów został sklasyfikowany na jedenastym miejscu w końcowej klasyfikacji kierowców. W późniejszych latach Malezyjczyk pojawiał się także w stawce Azjatyckiego Pucharu Porsche Carrera, Malaysia Merdeka Endurance Race, Malaysian Super Series, Toyota Racing Series New Zealand oraz Porsche Supercup.